# Cada día me acuerdo más de ti (álbum)
Cada día me acuerdo más de ti es el nombre de un álbum de estudio del cantante español Dyango. Fue publicado por EMI Music el 1 de diciembre de 1986.

## Lista de canciones
Lado A
1. Cada día me acuerdo más de ti - 2:59
2. Golpes bajos - 3:26
3. Tu juguete - 4:11
4. El sabor de tus lágrimas - 4:30
5. Volviéndole la espalda - 4:18

Lado B
1. La hora del adiós (con Rocío Dúrcal) - 4:19
2. Porque quererme a mí - 3:54
3. Quiero poner de moda en la felicidad - 4:36
4. A falta de ti - 3:26
5. Quiero - 3:32

- Datos: Q20015473